# 贵州电子信息职业技术学院
贵州电子信息职业技术学院是经贵州省人民政府批准,国家教育部备案成立的综合性全日制普通高等职业技术学院，位于贵州省凯里市。

## 学校历史
- 1973年，开始建校，由贵州无线电工业学、贵州省电子工业职工大学合并而成；
- 2000年，经贵州省人民政府批准,国家教育部备成为全日制普通高等学院。

## 学校地址
- 贵州省黔东南州凯里市华联路1号

## 设置专业
设有六系
- 机电工程系：机械设计与制造、机械制造与自动化、模具设计与制造、数控技术4个专业
- 电气自动化工程系：机电一体化技术、会计电算化、电子商务、焊接技术及自动化4个专业
- 计算机科学系：计算机应用技术、计算机网络技术、广告设计与制作、计算机维护维修、动漫设计与制作5个专业
- 管理科学系：市场营销、旅游管理2个专业
- 电子工程系：应用电子技术、通信技术、电子声像技术、电气自动化技术4个专业
- 通信工程系：通信网络与设备、电子信息工程技术、无线电技术、微电子技术4个专业